# Lehecsény
Lehecsény (románul Leheceni) falu Romániában, a Partiumban, Bihar megyében.

## Fekvése
A Bihar-hegységben, a Fekete-Körös egyik ága mellett, Vaskohtól délkeletre fekvő település.

## Története
A falut 1588-ban említette először oklevél Lehechien néven.
1600-ban Recheleny (Lechecheny), 1808-ban Lehecsény, 1913 Lehecsény néven írták.
1851-ben Fényes Elek írta a településről.
Bihar vármegyében, a váradi deák püspök vaskohi uradalmában, magas hegyek közé szoritott völgyben, 420 óhitü lakossal, kik közt 42 fazekas. Anyatemplommal.
Földesura a nagyváradi 1. sz. püspökség volt.
1910-ben 565 lakosából 6 magyar, 559 román volt. Ebből 559 görögkeleti ortodox, 6 izraelita volt.
A trianoni békeszerződés előtt Bihar vármegye Vaskohi járásához tartozott.
2002-ben 422 lakosa közül 413 fő (97,9%) román, 9 fő (2,1%) cigány volt.

## Nevezetességek
- Görög keleti temploma 1820-ban épült.
- Fazekasság, kézműipari tevékenységek: Lehecsény falu a vörös agyag megmunkálásának központjaként ismert, ahol még napjainkban is számos hagyományos darabot készítenek, közülük is legismertebbek a lehecsényi edények, melyeket spirálvonallal, körökkel és cakkozással díszítenek. Az egyetlen fazekas, aki ezt a mesterséget ma is a hagyományok szerint végzi Raul Bocse, aki alig 8 éves korában ismerkedett meg a fazekas koronggal, nagyapjának köszönhetően.